# Likit Ruk
Likit Ruk (tailandés: ลิขิตรัก, inglés: The Crown Princess), es una popular serie de televisión tailandesa transmitida del 14 de mayo del 2018 hasta el 19 de junio del 2018, por medio de la cadena Channel 3.

## Sinopsis
La serie sigue a la princesa heredera Alice, una joven bella, elegante, atractiva, justa y agradable del país Hrysos, cuyo rostro de expresión tranquila e intransitable esconde una gran tristeza, el dolor por la muerte de su padre el príncipe Charles quien falleció cuando tenía apenas dos años y la de su madre Nathalie, quien falleció después de darla a luz.
Después de su coronación su vida se pone en peligro, y para protegerla es enviada a Tailandia, donde Dawin Samuthyakorn, un teniente de guerra de la marina tailandesa y Navy SEAL, se convierte en su guardaespaldas. Davin, es un hombre franco, inteligente, fuerte, atractivo, dedicado y competitivo, y el único hijo del fallecido militar Decha y la teniente Savanee, su madre tiene miedo que su hijo esté cerca del país Hrysos, ya que Decha murió ahí mientras protegía al rey Henry, el abuelo de Alice.
Junto a ellos están el príncipe Alan, un joven atractivo, egocéntrico y playboy que ama la fiesta y el estilo de vida moderno, a quien no le importa la reputación y a menudo ocasiona problemas en el palacio. Alan es el único y consentido hijo del príncipe Andre y Mona. Aunque parece que no le importan las personas que lo rodean, en realidad le duele ver que sus padres luchen contra su abuelo por el trono. Sin embargo cuando sus padres son asesinados, en un intento fallido por asesinarlo, Alan cambia su actitud y con la ayuda de su guardaespaldas, la sargento Danika, se convierte en un hombre más fuerte y responsable, aprendiendo de sus errores.
Por otro lado está la hija del príncipe Andre y la fallecida Anna, la princesa Kate, una joven que aparenta ser agradable y dulce cuando está en público pero que en realidad es cruel, celosa, fría, negativa, malvada y vengativa, que no acepta que nadie sea mejor que ella y atrae a los hombres para que hagan cualquier cosa por ella. Kate odia a su medio hermano, el príncipe Alan y a su prima de la futura reina Alice, ya que considera que ambos le están robando lo que le corresponde el amor de sus familiares y el reinado. Kate tiene un único objetivo el de convertirse en la próxima reina de Hrysos, por lo que buscará por todos los medios matar a Alice, Alan y a todos aquellos que se interpongan en su plan.
Pronto Alice, Davin, Aaron y Danika tendrán que buscar la forma de proteger a Alice de las personas que quieren matarla y ocupar su puesto. En el proceso Alice y Davin se enamoran, y aunque al principio no pueden demostrarse abiertamente sus sentimientos debido a sus estatus sociales, finalmente pueden estar juntos.

## Reparto

### Personajes principales
| Actor                               | Personaje                                                                                     | Ocupación                                                      | Número de episodios | Duración |
| ----------------------------------- | --------------------------------------------------------------------------------------------- | -------------------------------------------------------------- | ------------------- | -------- |
| Urassaya Sperbund Sasha Christensen | H.R.H. Alice Madeleine Thereza Phillipe (alias Naree Singjun-Samuthyakorn) Alice (de pequeña) | Princesa Heredera                                              | 12 2                | 2018     |
| Nadech Kugimiya                     | LCDR. Dawin Samuthyakorn Davin (de pequeño)                                                   | Teniente Comandante / Líder del D-Team Guardaespaldas de Alice | 12 3                | 2018     |
| Intad Leowrakwong                   | H.R.H. Alan Aaron Mark Andre Phillipe Alan (de pequeño)                                       | Príncipe                                                       | 12 6                | 2018     |
| Sara Legge                          | H.R.H. Catherine "Kate" William Ann Phillipe Catherine (de pequeña)                           | Princesa                                                       | 12 2                | 2018     |

### Personajes secundarios
| Actor                                    | Personaje                        | Ocupación                                             | Número de episodios | Duración |
| ---------------------------------------- | -------------------------------- | ----------------------------------------------------- | ------------------- | -------- |
| Khunnarong Prathetrat                    | Plt.Off. Ratchata "Hin" Janenapa | Piloto / Miembro de "D-Team"                          | 11                  | 2018     |
| Rawiwan "Yoghurt" Bunprachom             | Sgt. Danika "Paen" Samuthyakorn  | Sargento / Miembro de "D-Team" Guardaespaldas de Alan | 11                  | 2018     |
| Nirut Sirijanya                          | Henry Antoine Phillipe           | Rey de Hrysos                                         | 11                  | 2018     |
| Nithichai "Yuan" Yotamornsunthorn        | Lt.JG. Pakorn "Kan" Chanchit     | Teniente / Miembro de "D-Team"                        | 10                  | 2018     |
| Freudonidas "Freud" Natthapong Chartpong | SubLt. Lopboon "Ling" Jitdeva    | Subteniente / Miembro de "D-Team"                     | 10                  | 2018     |
| Jakkrit "Ton" Ammarat                    | Gral. Sakchaiara Legge           | General                                               | 10                  | 2018     |
| Parisaya Jaronetisat                     | JC                               | Guardaespaldas de Alice                               | 10                  | 2018     |
| Teerapong Leowrakwong                    | Príncipe Andre Phillipe          | Padre de Aaron y Catherine                            | 9                   | 2018     |
| Sirinya "Cindy" Winsiri                  | Princesa Mona                    | Madre de Aaron                                        | 9                   | 2018     |
| Yanin Vismitananda                       | Petra                            | Guardaespaldas de Alice                               | 9                   | 2018     |
| Matthew Deane                            | Príncipe William "Will"          | -                                                     | 9                   | 2018     |
| Peter Corp Dyrendal                      | Haedeth                          | Criminal / exmilitar (ex-Guardaespaldas)              | 5                   | 2018     |
| Areeya "Pop" Chumsai                     | Maj.Gen. Sawanee Samuthyakorn    | Teniente / Madre de Dawin                             | 4                   | 2018     |
| Sakuntala Thianphairot                   | Priew                            | Esposa de Lopboon                                     | 4                   | 2018     |
| Jaidee Deedeedee                         | Khun Ying                        | Esposa de Sakchaiara                                  | 3                   | 2018     |

### Otros personajes
| Actor                          | Personaje          | Ocupación                                             | Número de episodios | Duración |
| ------------------------------ | ------------------ | ----------------------------------------------------- | ------------------- | -------- |
| Byron Bishop                   | Decha Samuthyakorn | Militar / Padre de Dawin Guardaespaldas del Rey Henry | 6                   | 2018     |
| Kanut Rojanai                  | Dom                | Socio de Wil (corrupto)                               | 3                   | 2018     |
| Sriphan Chunechomboon          | -                  | Guardaespaldas de Sawanee                             | 2                   | 2018     |
| Thanom Samthon                 | Tío Sang           | Padre de Mutmee                                       | 2                   | 2018     |
| Pitchapa "Pear" Phanthumchinda | Mutmee             | Amiga de Dawin                                        | 2                   | 2018     |
| Kathaleeya "Mam" McIntosh      | Princesa Natalie   | Madre de Alice                                        | 1                   | 2018     |
| -                              | Princesa Anna      | Madre de Catherine                                    | 1                   | 2018     |
| Passorn Boonyakiart            | -                  | -                                                     | -                   | 2018     |
| Myria Benedetti                | -                  | Adivina                                               | 1                   | 2018     |
| Ann Thongprasom                | -                  | Ciudadana                                             | 1                   | 2018     |
| Ryan Jett                      | -                  | -                                                     | 1                   | 2018     |
| Jason Young                    | -                  | -                                                     | 1                   | 2018     |

## Episodios
La serie estuvo conformada por 12 episodios, los cuales fueron emitidos todos los lunes y martes a las 20:20 a través de Channel 3.
| No. | Título                                    | Notas  |
| --- | ----------------------------------------- | ------ |
| 1   | Fire, Feud, Fury (ซึ่งหน้า)                  | [ 5 ]  |
| 2   | Adapt or Die (ต่อรอง)                      | [ 6 ]  |
| 3   | A Man's Woman (ผู้หญิงของเขา)                | [ 7 ]  |
| 4   | Duty or Love (หน้าที่หรือหัวใจ)                | [ 8 ]  |
| 5   | Best Friend (เพื่อนแท้)                      | [ 9 ]  |
| 6   | Fugitive (หนี)                             | [ 10 ] |
| 7   | Time Is Up (หมดเวลา)                      | [ 11 ] |
| 8   | Compensation (ชดใช้)                       | [ 12 ] |
| 9   | Shadow of the Crown (เงาของมงกุฎ)          | [ 13 ] |
| 10  | The Proof of Love (หลักฐานแห่งความรัก)       | [ 14 ] |
| 11  | Choice and Decision (ทางเลือกและการตัดสินใจ) | [ 15 ] |
| 12  | The Crown Princess - Final                | [ 16 ] |

## Música
La canción de inicio es Nah Tee Gub Hua Jai (en inglés "Duty and Heart") cantada por Nadech Kugimiya y Mutmee Pimdao.
El segundo OST de la serie es Distance (ระยะห่าง) de Max Jenmana (แม็กซ์ เจนมานะ).
La tercera canción de la serie es รักในใจ de Suparuj Techatanon (también conocido como "Ruj Suparuj").

## Premios y nominaciones
| Año  | Categoría                            | Premio                          | Nominado (a)                        | Resultado |
| ---- | ------------------------------------ | ------------------------------- | ----------------------------------- | --------- |
| 2020 | Best Actress                         | 3rd GMA The Heart of Asia Award | Urassaya Sperbund                   | Ganó      |
| 2020 | Best Actor                           | 3rd GMA The Heart of Asia Award | Nadech Kugimiya                     | Ganó      |
| 2020 | Couple of the Year                   | 3rd GMA The Heart of Asia Award | Nadech Kugimiya y Urassaya Sperbund | Ganaron   |
| 2020 | Primetime Asianovela of the Year     | 3rd GMA The Heart of Asia Award | Likit Ruk                           | Ganó      |
| 2020 | Highest Rated Asianovela for 2019    | 3rd GMA The Heart of Asia Award | Likit Ruk                           | Ganó      |
| 2020 | Asian Drama of the Year              | 3rd GMA The Heart of Asia Award | Likit Ruk                           | Ganó      |
| 2020 | Soundtrack of the Year               | 3rd GMA The Heart of Asia Award | Aking Mahal y Christian Bautista    | Ganaron   |
| 2019 | Best Leading Actor                   | 10th Nataraj Award              | Nadech Kugimiya                     | Nominado  |
| 2019 | Best Costume Design                  | 10th Nataraj Award              | Thong Entertainment                 | Nominado  |
| 2019 | Best Ensemble Cast                   | 10th Nataraj Award              | Likit Ruk                           | Nominado  |
| 2019 | Best Leading Actor                   | 33rd TV Gold Award              | Nadech Kugimiya                     | Ganó      |
| 2019 | Best Leading Actress                 | 33rd TV Gold Award              | Urassaya Sperbund                   | Nominada  |
| 2019 | Best Supporting Actress              | 33rd TV Gold Award              | Sara Legge                          | Ganó      |
| 2019 | Excellence of Artistic Element Award | 33rd TV Gold Award              | Thong Entertainment                 | Ganó      |
| 2018 | Best Director                        | White TV Award                  | Amphaiphon Chitmaingong             | Nominado  |
| 2018 | Best Drama                           | White TV Award                  | Likit Ruk                           | Nominado  |
| 2018 | Best Actor                           | White TV Award                  | Nadech Kugimiya                     | Nominado  |

## Producción
La serie también es conocida como "Destiny's Love" o "The Destiny of Love".
Fue dirigida por la directora Aew Ampaiporn Jitmaingong, y contó con la productora Ann Thongprasom y la escritora Nuttiya Sirakornwilai.
La serie también contó con el apoyo de la estilista de moda Apiwat Yodprapan, así como con Chawanon Kaisiri (director creativo de POEM Bangkok), la estilista Viriya Pongkajorn y la compañía de moda "Verasalon".
Contó con el apoyo de la compañía "Thong Entertainment" y serpa distribuida por Channel 3 (TV3).
La serie fue filmada en Suiza (como la montaña de Jungfrau, entre otros), Alemania (como el Castillo de Hohenschwangau, entre otros) y Tailandia (como Bangkok, Chiang Rai, las Montaña de Doi Sa Ngo y Phu Chi Fa, los Distritos de Sattahip y Mae San, Khao Yai, Kanchanaburi, entre otros)...

### Popularidad
La serie fue bien recibida y los actores principales Urassaya Sperbund, Nadech Kugimiya, Intad Leowrakwong y Sara Legge recibieron críticas positivas por sus actuaciones. 
El público también aplaudió la química entre los actores principales Urassaya y Nadech.
En Tencent Video la serie ha obtenido más de 325 millones de visitas, en Weibo más de 61.31 visitas en donde ocupa el puesto número 8 en la categoría de dramas extranjeros, mientras que en Mello más de 30.33 visitas y en LINETV más de 33.54 visitas.

### Emisión en otros países
En febrero del 2018 el proveedor de entretenimiento en China compró los derechos de autor para emitir tres dramas tailandeses, entre ellos "Likit Ruk" protagonizada por Nadech Kugimiya y Urassaya Sperbund, para emitir la serie al mismo tiempo en Tailandia y en China.
| País  | Título              | Cadena (as) | Fecha de Inicio    | Fecha de Finalización |
| ----- | ------------------- | ----------- | ------------------ | --------------------- |
| China | 公主罗曼史 [泰语版] | Tencent     | 14 de mayo de 2018 | junio de 2018         |